# Campeonato Mundial Juvenil de Béisbol de 2013
La Campeonato Mundial Juvenil de Béisbol 2013 fue una competición de béisbol internacional que se disputó en Taichung, Taiwán, del 30 de agosto al 8 de septiembre organizado por la Confederación Mundial de Béisbol y Sóftbol.

## Sistema de competición
El torneo contó con tres fases divididas de la siguiente manera:
- Primera ronda: Los doce participantes fueron divididos en dos grupos de 6 equipos cada uno, clasificando a la Súper Ronda los tres primeros de cada grupo, mientras que los tres últimos de cada grupo disputaron una ronda de Consolidación para definir su posición en el torneo.

- Juegos de consolación: los seis equipos eliminados en la primera ronda se enfrentaron de la siguiente manera; los ubicados en el sexto lugar disputaron el 11° y 12° lugar, los ubicados en el quinto lugar se enfrentaron por el  9° y 10° lugar del torneo, mientras los ubicados en el cuarto lugar disputaron un juego por el 7° y 8° lugar.

- Semifinales: Los tres equipos clasificados del grupo 1 de la primera fase se enfrentaron contra cada uno de los tres equipos clasificados del grupo 2, sumándose así los 3 juegos de cada equipo en esta ronda y los dos juegos en la primera ronda contra los otros dos equipos clasificados de su mismo grupo.

- Finales: El equipo que finalizó en el 1° lugar de la fase anterior se enfrentó ante el equipo del 2° lugar por la medalla de oro y plata. El equipo ubicado en el tercer lugar en semifinales obtuvo el bronce.

## Equipos
Los siguientes 12 equipos calificaron para el torneo. Entre paréntesis, su posición en el ranking para el mes de agosto de 2013ː
| Grupo A              | Grupo B            |
| -------------------- | ------------------ |
| Japón (2)            | Estados Unidos (1) |
| China Taipéi (4)     | Cuba (3)           |
| Canadá (7)           | Corea del Sur (8)  |
| Venezuela (10)       | Italia (11)        |
| México (12)          | Australia (14)     |
| República Checa (27) | Colombia (16)      |

## Ronda de apertura
Disputada del 1 al 4 de septiembre en cinco jornadas.

### Grupo A
| Equipo          | G | P | Av    | Dif |
| --------------- | - | - | ----- | --- |
| Japón           | 5 | 0 | 1.000 | —   |
| China Taipéi    | 4 | 1 | .800  | 1.0 |
| Venezuela       | 3 | 2 | .600  | 2.0 |
| Canadá          | 2 | 3 | .400  | 3.0 |
| México          | 1 | 4 | .200  | 4.0 |
| República Checa | 0 | 5 | .000  | 5.0 |

     – Clasificados a Super Ronda.

     – Juegan la Ronda de Consolación.
Resultados
| 1 de septiembre, 13:30 (UTC +08:00) | Japón | 4 - 1   | China Taipéi | Estadio de Béisbol Intercontinental, Taichung |                                |
|                                     |       | Reporte |              | Asistencia: 5 000 espectadores                | Asistencia: 5 000 espectadores |

| 1 de septiembre, 14:00 (UTC +08:00) | Canadá | 16 - 3  | República Checa | Estadio de Béisbol Douliou, Taichung |                              |
|                                     |        | Reporte |                 | Asistencia: 500 espectadores         | Asistencia: 500 espectadores |

| 1 de septiembre, 18:19 (UTC +08:00) | México | 5 - 6   | Venezuela | Estadio de Béisbol Taichung, Taichung |                              |
|                                     |        | Reporte |           | Asistencia: 250 espectadores          | Asistencia: 250 espectadores |

| 2 de septiembre, 10:00 (UTC +08:00) | Japón | 11 - 0  | México | Estadio de Béisbol Douliou, Taichung |                              |
|                                     |       | Reporte |        | Asistencia: 300 espectadores         | Asistencia: 300 espectadores |

| 2 de septiembre, 10:30 (UTC +08:00) | Venezuela | 7 - 5   | Canadá | Estadio de Béisbol Taichung, Taichung |                              |
|                                     |           | Reporte |        | Asistencia: 250 espectadores          | Asistencia: 250 espectadores |

| 2 de septiembre, 10:30 (UTC +08:00) | China Taipéi | 16 - 0  | República Checa | Estadio de Béisbol Intercontinental, Taichung |                                |
|                                     |              | Reporte |                 | Asistencia: 1 000 espectadores                | Asistencia: 1 000 espectadores |

| 2 de septiembre, 18:00 (UTC +08:00) | Venezuela | 0 - 7   | Japón | Estadio de Béisbol Douliou, Taichung |                              |
|                                     |           | Reporte |       | Asistencia: 500 espectadores         | Asistencia: 500 espectadores |

| 2 de septiembre, 18:30 (UTC +08:00) | República Checa | 2 - 12  | México | Estadio de Béisbol Taichung, Taichung |                              |
|                                     |                 | Reporte |        | Asistencia: 250 espectadores          | Asistencia: 250 espectadores |

| 2 de septiembre, 18:32 (UTC +08:00) | China Taipéi | 4 - 2   | Canadá | Estadio de Béisbol Intercontinental, Taichung |                                |
|                                     |              | Reporte |        | Asistencia: 1 000 espectadores                | Asistencia: 1 000 espectadores |

| 3 de septiembre, 14:30 (UTC +08:00) | México | 4 - 11  | Canadá | Estadio de Béisbol Dou Liou, Taichung |                              |
|                                     |        | Reporte |        | Asistencia: 260 espectadores          | Asistencia: 260 espectadores |

| 3 de septiembre, 14:30 (UTC +08:00) | República Checa | 0 - 15  | Japón | Estadio de Béisbol Taichung, Taichung |                              |
|                                     |                 | Reporte |       | Asistencia: 250 espectadores          | Asistencia: 250 espectadores |

| 3 de septiembre, 17:30 (UTC +08:00) | Venezuela | 0 - 10  | China Taipéi | Estadio de Béisbol Intercontinental, Taichung |                                |
|                                     |           | Reporte |              | Asistencia: 3 217 espectadores                | Asistencia: 3 217 espectadores |

| 4 de septiembre, 12:30 (UTC +08:00) | República Checa | 2 - 6   | Venezuela | Estadio de Béisbol Douliou, Taichung |                              |
|                                     |                 | Reporte |           | Asistencia: 250 espectadores         | Asistencia: 250 espectadores |

| 4 de septiembre, 14:30 (UTC +08:00) | Canadá | 5 - 7   | Japón | Estadio de Béisbol Taichung, Taichung |                              |
|                                     |        | Reporte |       | Asistencia: 250 espectadores          | Asistencia: 250 espectadores |

| 4 de septiembre, 18:30 (UTC +08:00) | México | 5 - 17  | China Taipéi | Estadio de Béisbol Intercontinental, Taichung |                              |
|                                     |        | Reporte |              | Asistencia: 400 espectadores                  | Asistencia: 400 espectadores |

### Grupo B
| Equipo         | G | P | Av   | Dif |
| -------------- | - | - | ---- | --- |
| Estados Unidos | 4 | 1 | .800 | —   |
| Cuba           | 4 | 1 | .800 | —   |
| Corea del Sur  | 3 | 2 | .600 | 1.0 |
| Australia      | 2 | 3 | .400 | 2.0 |
| Colombia       | 1 | 4 | .200 | 3.0 |
| Italia         | 1 | 4 | .200 | 3.0 |

     – Clasificados a la Super Ronda.

     – Juegan la Ronda de Consolación.
Resultados
| 1 de septiembre, 13:30 (UTC +08:00) | Australia | 9 - 4   | Colombia | Estadio de Béisbol Taichung, Taichung |                              |
|                                     |           | Reporte |          | Asistencia: 250 espectadores          | Asistencia: 250 espectadores |

| 1 de septiembre, 17:45 (UTC +08:00) | Italia | 0 - 8   | Estados Unidos | Estadio de Béisbol Douliou, Taichung |                              |
|                                     |        | Reporte |                | Asistencia: 800 espectadores         | Asistencia: 800 espectadores |

| 1 de septiembre, 18:35 (UTC +08:00) | Cuba | 2 - 1   | Corea del Sur | Estadio de Béisbol Taichung, Taichung |                              |
|                                     |      | Reporte |               | Asistencia: 300 espectadores          | Asistencia: 300 espectadores |

| 2 de septiembre, 14:00 (UTC +08:00) | Colombia | 0 - 4   | Corea del Sur | Estadio de Béisbol Douliou, Taichung |                              |
|                                     |          | Reporte |               | Asistencia: 400 espectadores         | Asistencia: 400 espectadores |

| 2 de septiembre, 14:30 (UTC +08:00) | Italia | 0 - 15  | Cuba | Estadio de Béisbol Taichung, Taichung |                              |
|                                     |        | Reporte |      | Asistencia: 250 espectadores          | Asistencia: 250 espectadores |

| 2 de septiembre, 14:30 (UTC +08:00) | Estados Unidos | 0 - 1   | Australia | Estadio de Béisbol Intercontinenral, Taichung |                              |
|                                     |                | Reporte |           | Asistencia: 250 espectadores                  | Asistencia: 250 espectadores |

| 3 de septiembre, 10:30 (UTC +08:00) | Corea del Sur | 1 - 2   | Estados Unidos | Estadio de Béisbol Taichung, Taichung |                              |
|                                     |               | Reporte |                | Asistencia: 250 espectadores          | Asistencia: 250 espectadores |

| 3 de septiembre, 10:30 (UTC +08:00) | Italia | 4 - 7   | Australia | Estadio de Béisbol Douliou, Taichung |                              |
|                                     |        | Reporte |           | Asistencia: 250 espectadores         | Asistencia: 250 espectadores |

| 3 de septiembre, 10:30 (UTC +08:00) | Colombia | 0 - 10  | Cuba | Estadio de Béisbol Intercontinenral, Taichung |                              |
|                                     |          | Reporte |      | Asistencia: 250 espectadores                  | Asistencia: 250 espectadores |

| 3 de septiembre, 18:30 (UTC +08:00) | Australia | 0 - 4   | Corea del Sur | Estadio de Béisbol Taichung, Taichung |                              |
|                                     |           | Reporte |               | Asistencia: 250 espectadores          | Asistencia: 250 espectadores |

| 3 de septiembre, 18:30 (UTC +08:00) | Italia | 4 - 6   | Colombia | Estadio de Béisbol Douliou, Taichung |                              |
|                                     |        | Reporte |          | Asistencia: 400 espectadores         | Asistencia: 400 espectadores |

| 3 de septiembre, 21:30 (UTC +08:00) | Cuba | 5 - 6   | Estados Unidos | Estadio de Béisbol Intercontinenral, Taichung |                                |
|                                     |      | Reporte |                | Asistencia: 2 147 espectadores                | Asistencia: 2 147 espectadores |

| 4 de septiembre, 18:30 (UTC +08:00) | Cuba | 3 - 2   | Australia | Estadio de Béisbol Douliou, Taichung |                                |
|                                     |      | Reporte |           | Asistencia: 1 005 espectadores       | Asistencia: 1 005 espectadores |

| 4 de septiembre, 18:30 (UTC +08:00) | Estados Unidos | 12 - 6  | Colombia | Estadio de Béisbol Taichung, Taichung |                              |
|                                     |                | Reporte |          | Asistencia: 250 espectadores          | Asistencia: 250 espectadores |

| 4 de septiembre, 18:30 (UTC +08:00) | México | 5 - 17  | China Taipéi | Estadio de Béisbol Intercontinenral, Taichung |                              |
|                                     |        | Reporte |              | Asistencia: 400 espectadores                  | Asistencia: 400 espectadores |

## Juegos de Consolación
Los equipos ubicados en el sexto lugar se enfrentaron para definir los puestos 11° y 12°, mientras los ubicados en el quinto puesto disputaron el juego por el puesto 9° y 10°, por último los ubicados en el cuarto lugar de cada grupo se enfrentaron por el puesto 7° y 8° en el torneo.

### 11° y 12° lugar
| 5 de septiembre, 12:30 (UTC +08:00) | Italia | 4 - 0   | República Checa | Estadio de Béisbol Douliou, Taichung |                              |
|                                     |        | Reporte |                 | Asistencia: 250 espectadores         | Asistencia: 250 espectadores |

### 9° y 10° lugar
| 5 de septiembre, 18:30 (UTC +08:00) | Colombia | 3 - 7   | México | Estadio de Béisbol Douliou, Taichung |                              |
|                                     |          | Reporte |        | Asistencia: 500 espectadores         | Asistencia: 500 espectadores |

### 7° y 8° lugar
| 5 de septiembre, 18:30 (UTC +08:00) | Canadá | 17 - 3  | Australia | Estadio de Béisbol Taichung, Taichung |                              |
|                                     |        | Reporte |           | Asistencia: 250 espectadores          | Asistencia: 250 espectadores |

## Super Ronda
Disputada del 5 al 7 de septiembre por los tres primeros equipos de cada grupo en la primera ronda.
| Equipo         | G | P | Av    | Dif |
| -------------- | - | - | ----- | --- |
| Estados Unidos | 5 | 0 | 1.000 | —   |
| Japón          | 4 | 1 | .800  | 1.0 |
| Cuba           | 3 | 2 | .600  | 2.0 |
| China Taipéi   | 2 | 3 | .400  | 3.0 |
| Corea del Sur  | 1 | 4 | .200  | 4.0 |
| Venezuela      | 0 | 5 | .000  | 5.0 |

     – Jugaron la final del Campeonato Mundial.

     – Jugaron por el 3° lugar y el bronce.

     – Jugaron por el 5° lugar.
Resultados
| 5 de septiembre, 12:30 (UTC +08:00) | Corea del Sur | 0 - 10  | Japón | Estadio de Béisbol Intercontinental, Taichung |                              |
|                                     |               | Reporte |       | Asistencia: 250 espectadores                  | Asistencia: 250 espectadores |

| 5 de septiembre, 12:31 (UTC +08:00) | Venezuela | 5 - 15  | Estados Unidos | Estadio de Béisbol Taichung, Taichung |                              |
|                                     |           | Reporte |                | Asistencia: 250 espectadores          | Asistencia: 250 espectadores |

| 5 de septiembre, 12:30 (UTC +08:00) | China Taipéi | 0 - 1   | Cuba | Estadio de Béisbol Intercontinental, Taichung |                                |
|                                     |              | Reporte |      | Asistencia: 3 447 espectadores                | Asistencia: 3 447 espectadores |

| 6 de septiembre, 12:30 (UTC +08:00) | Corea del Sur | 0 - 1   | Venezuela | Estadio de Béisbol Intercontinental, Taichung |                              |
|                                     |               | Reporte |           | Asistencia: 350 espectadores                  | Asistencia: 350 espectadores |

| 6 de septiembre, 18:00 (UTC +08:00) | Cuba | 0 - 10  | Japón | Estadio de Béisbol Taichung, Taichung |                                |
|                                     |      | Reporte |       | Asistencia: 3 147 espectadores        | Asistencia: 3 147 espectadores |

| 6 de septiembre, 18:33 (UTC +08:00) | China Taipéi | 5 - 7   | Estados Unidos | Estadio de Béisbol Intercontinental, Taichung |                                |
|                                     |              | Reporte |                | Asistencia: 2 000 espectadores                | Asistencia: 2 000 espectadores |

| 7 de septiembre, 12:30 (UTC +08:00) | Venezuela | 6 - 8   | Cuba | Estadio de Béisbol Taichung, Taichung |                              |
|                                     |           | Reporte |      | Asistencia: 250 espectadores          | Asistencia: 250 espectadores |

| 6 de septiembre, 12:30 (UTC +08:00) | Corea del Sur | 4 - 5   | China Taipéi | Estadio de Béisbol Intercontinental, Taichung |                                |
|                                     |               | Reporte |              | Asistencia: 4 000 espectadores                | Asistencia: 4 000 espectadores |

| 6 de septiembre, 18:00 (UTC +08:00) | Estados Unidos | 10 - 4  | Japón | Estadio de Béisbol Intercontinental, Taichung |                                |
|                                     |                | Reporte |       | Asistencia: 2 347 espectadores                | Asistencia: 2 347 espectadores |

## 5° y 6° lugar
Disputado entre los dos equipos que ocuparon los últimos lugares en la semifinal.
| 8 de septiembre, 12:30 (UTC +08:00) | Venezuela | 1 - 6   | Corea del Sur | Estadio de Béisbol Taichung, Taichung |                              |
|                                     |           | Reporte |               | Asistencia: 347 espectadores          | Asistencia: 347 espectadores |

## Tercer lugar
Disputado por los equipos ubicados en el tercer y cuarto lugar en la semifinal.
| 8 de septiembre, 12:30 (UTC +08:00) | China Taipéi | 1 - 6   | Cuba | Estadio de Béisbol Intercontinental, Taichung |                                |
|                                     |              | Reporte |      | Asistencia: 5 000 espectadores                | Asistencia: 5 000 espectadores |

## Final
Disputado por los dos primeros equipos de la semifinal.
| 8 de septiembre, 18:00 (UTC +08:00) | Japón | 2 - 3   | Estados Unidos | Estadio de Béisbol Intercontinental, Taiwán |                                |
|                                     |       | Reporte |                | Asistencia: 3 000 espectadores              | Asistencia: 3 000 espectadores |

## Posiciones finales
| Pos                            | Equipo          | V | D |
| ------------------------------ | --------------- | - | - |
|                                | Estados Unidos  | 8 | 1 |
|                                | Japón           | 7 | 2 |
|                                | Cuba            | 7 | 2 |
| 4°                             | China Taipéi    | 5 | 4 |
| Eliminados en la Segunda Ronda |                 |   |   |
| 5°                             | Corea del Sur   | 4 | 5 |
| 6°                             | Venezuela       | 4 | 5 |
| Eliminados en la Primera Ronda |                 |   |   |
| 7°                             | Canadá          | 3 | 3 |
| 8°                             | Australia       | 2 | 4 |
| 9°                             | México          | 2 | 4 |
| 10°                            | Colombia        | 2 | 4 |
| 11°                            | Italia          | 1 | 5 |
| 12°                            | República Checa | 0 | 6 |